# Dipartimento dell'interno degli Stati Uniti d'America
Il Dipartimento dell'interno degli Stati Uniti d'America (in inglese United States Department of the Interior), noto con l'acronimo DOI, è un dipartimento federale del governo degli Stati Uniti d'America responsabile per la gestione e la conservazione delle terre e delle risorse naturali appartenenti allo Stato, tra cui parchi nazionali e luoghi storici, nonché della gestione di programmi per i nativi americani, hawaiani e dell'Alaska.
Fu creato nel 1849 al termine della presidenza di James Knox Polk e il suo primo Segretario dell'interno, Thomas Ewing, fu nominato all'avvio della presidenza di Zachary Taylor. Alle sue dipendenze sono posti: il National Park Service, lo United States Fish and Wildlife Service, l'Ufficio per la gestione del territorio, il Bureau of Reclamation, il Servizio Geologico e il Bureau of Indian Affairs.
Il DOI ha responsabilità diverse rispetto a buona parte dei dicasteri dell'interno di altri paesi, che si occupano prevalentemente di sicurezza e ordine pubblico, funzioni che negli Stati Uniti d'America sono invece detenute dal Dipartimento della sicurezza interna.
Al suo vertice si trova il Segretario dell'interno, tradizionalmente provenienti dagli stati occidentali, e il dipartimento ha sede presso il Main Interior Building, al 1849 C Street NW di Washington, D.C.
Il Segretario dell'interno in carica nella seconda presidenza di Donald Trump è Doug Burgum, insediatosi il 1º febbraio 2025.

## Storia

Per due anni il DOI utilizzò questo sigillo, che è stato però rapidamente ritirato a causa di una debole percezione da parte del pubblico

Un dipartimento concernente questioni interne fu preso in considerazione dal primo Congresso nel 1789, ma queste funzioni all'inizio furono collocate nel Dipartimento di Stato. Il progetto continuò a farsi strada durante mezzo secolo e fu sostenuto dai presidenti degli Stati Uniti da James Madison a James Knox Polk. La guerra messico-statunitense del 1846-1848 diede alla proposta un nuovo respiro mentre le responsabilità del Governo federale si accrescevano. Robert John Walker, il Segretario del tesoro durante la presidenza Polk, divenne il più grande sostenitore della creazione di questo nuovo dipartimento.
Nel 1848, Walker indicò nel suo rapporto annuale che parecchi uffici federali erano stati posti in dipartimenti con i quali avevano pochi rapporti. Egli notava che il Dipartimento del tesoro non aveva niente a che fare con il General Land Office (l'Ufficio generale del catasto), allo stesso modo prendeva come esempio il Bureau of Indian Affairs, l'Ufficio degli Affari indiani posto nel Dipartimento della guerra e lo United States Patent and Trademark Office, l'Ufficio dei brevetti presso il Dipartimento di Stato. Concludeva pertanto spiegando che tutti questi uffici dovevano essere accorpati in un Dipartimento dell'interno.
Un progetto di legge che autorizzava la sua creazione fu votato dalla Camera dei rappresentanti il 15 febbraio 1849, e approvato due settimane più tardi al Senato. Il dipartimento venne creato il 3 marzo 1849, alla vigilia dell'investitura del presidente Zachary Taylor, con 31 voti a favore e 25 contrari. L'adozione della legge fu ritardata dai democratici del Congresso, riluttanti a creare altre occasioni di patronage, ossia di favoritismo in seno all'amministrazione Whig che avrebbe avuto accesso al potere.
La maggior parte delle competenze interne concernenti il dipartimento furono all'origine negoziate per essere gradualmente trasferite in altri dipartimenti. Alcune agenzie divennero dipartimenti separati, come il Bureau of Agriculture, che diventò più tardi il Dipartimento dell'agricoltura.

## Organizzazione

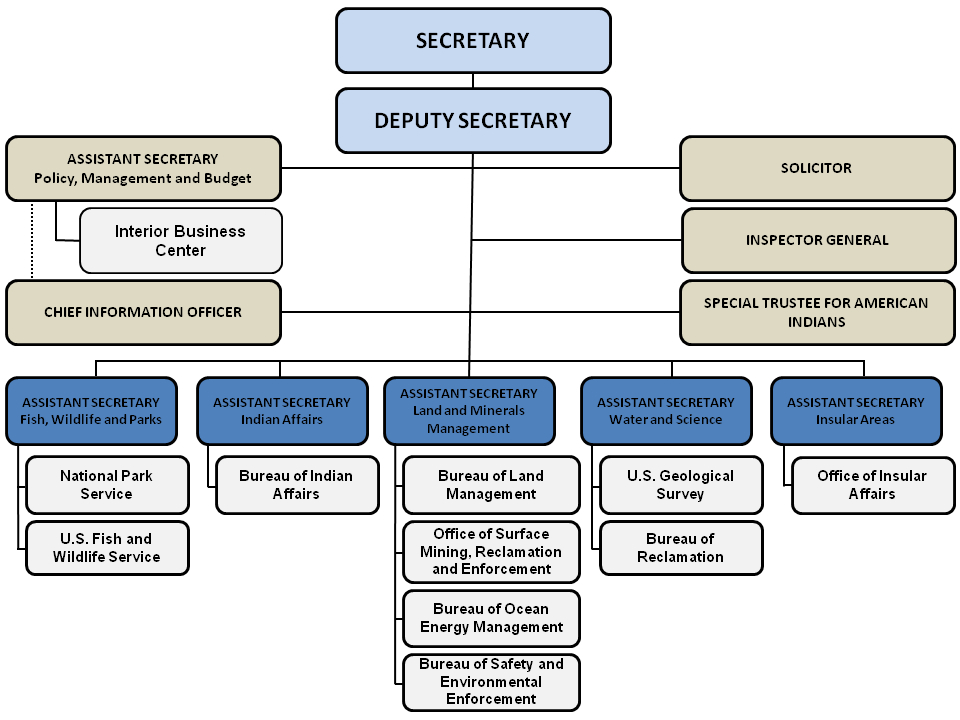
L'organigramma del Dipartimento dell'Interno statunitense

Dipendono dal dipartimento i seguenti servizi e agenzie federali:
- National Park Service
- United States Fish and Wildlife Service
- Bureau of Land Management
- Bureau of Reclamation
- U.S. Geological Survey
- Bureau of Indian Affairs

### Gestione del territorio
La gestione del territorio e delle risorse naturali, la conservazione della natura, la cura dei parchi nazionali, così come gli affari territoriali e dei Nativi americani è ancora sotto la responsabilità del Dipartimento dell'interno.
A metà del 2004, il dipartimento si occupava di 2.050.000 km² di superfici di terre, ossia circa un quinto del territorio americano. Controllava 476 dighe e 348 serbatoi d'acqua attraverso il Bureau of Reclamation, 388 parchi nazionali, monumenti, siti sul bordo del mare, campi di battaglia, ecc. mediante il National Park Service, e 544 rifugi nazionali per animali selvaggi sotto il controllo dello United States Fish and Wildlife Service. Il 28% della produzione nazionale di elettricità proviene da progetti di energia dei territori controllati a livello federale e dalle riserve di zone in mare aperto.

## Aspetti critici
In seno al Dipartimento dell'interno, si trova l'Ufficio degli Affari indiani (Bureau of Indian Affairs o BIA) che si occupa delle relazioni federali con gli Indiani d'America che vivono sul suolo statunitense. La riscossione delle tasse stradali (track royalties) e di altri diritti sullo sfruttamento dei minerali dovuti secondo vari trattati approvati e raccolti dalla contabilità degli Indian Trusts, fu oggetto di controversie.